# قسم نورعلي الريفي (مقاطعة دلفان)
قسم نورعلي الريفي (بالفارسية: دهستان نورعلی) هي منطقة ريفية تقع في قسم في إيران. يقدر عدد سكانها بـ 7,173 نسمة .